# Rote Laterne (1991)
Der Film Rote Laterne (chinesisch 大紅燈籠高高掛 / 大红灯笼高高挂, Pinyin Dà hóng dēnglóng gāogāo guà) basiert auf der Erzählung Eine Schar von Frauen und Nebenfrauen des Schriftstellers Su Tong. Er handelt von einer jungen Frau im China der 1920er Jahre, die in eine wohlhabende und traditionelle Familie einheiratet. Ihre Konflikte mit den Intrigen und Ritualen dieser Umgebung führen zu einer Tragödie.

## Handlung
Prolog: Die 19-jährige Songlian ist wegen der finanziellen Nöte der Familie nach dem Tod des Vaters gezwungen, ihr Studium aufzugeben. Auf Geheiß ihrer Stiefmutter heiratet sie als Nebenfrau in den Haushalt eines reichen, älteren Mannes, Meister Chen, ein.
Sommer: Songlian wird als vierte Herrin willkommen geheißen, jedoch begegnet ihr die Dienerin Yan'er bei der Ankunft feindselig und wird von ihr in die Schranken gewiesen. Am Abend werden die Laternen im vierten Hof angezündet. Der Hausherr begibt sich zu Songlian, um die Hochzeitsnacht mit ihr zu verbringen. Während Chen bei der verschämten und widerwilligen Braut weilt, werden sie vom Gesang einer Frau und den Dienern gestört, die die Unpässlichkeit der dritten Herrin übermitteln, woraufhin der Hausherr zu ihr eilt. Die Laternen werden daraufhin im vierten Hof gelöscht und im dritten angezündet und die dann enttäuschte Songlian bleibt zurück.
Am nächsten Tag lernt sie die anderen Frauen kennen und erfährt, dass die Frau die Essensauswahl des nächsten Tages bestimmt, bei der der Hausherr die Nacht verbringt, was der Vegetarierin nicht behagt. Die erste Herrin und Hauptfrau, Yuru, ist im Alter ihres Mannes und hat einen erwachsenen Sohn. Sie wird respektiert und vertritt den Hausherrn bei Abwesenheit, allerdings werden die Laternen nicht mehr im ersten Hof angezündet. Zhuoyun, die zweite Herrin, versucht durch Freundlichkeit das Vertrauen ihrer „vierten Schwester“ zu gewinnen und warnt sie vor der dritten Herrin, welche sich verleugnen lässt. Yan'er, die Dienerin, die ihr bei der Ankunft begegnete, wird ihr zugeteilt.
Beim nächsten Essen erscheint hochmütig die schöne Meishan, die dritte Herrin und ehemalige berühmte Opernsängerin. An ihrem zehnten Tag im Haus lernt Songlian das demütigende Ritual des Laternenanzündens kennen, bei dem alle Herrinnen mitsamt Dienerinnen im Hof auf die Verkündung warten müssen, mit welcher der Frauen der Hausherr die Nacht zu verbringen beabsichtigt. Daraufhin wird deren Wohnflügel mit roten Laternen geschmückt. Der jeweils Erwählten werden die Füße massiert. Als die Wahl wie die Nächte davor auf den vierten Hof fällt, lässt Meishan den Hausherrn wieder wegen vorgeblicher Krankheit in der Nacht zu sich rufen. Songlian droht mit zukünftiger Verweigerung, daraufhin bleibt er bei ihr. Allerdings werden sie durch Meishans Gesang gestört. Die Feindschaft zu ihrer Dienerin vertieft sich, als sie diese bei einem Techtelmechtel mit dem Hausherrn erwischt. Auf die folgende Eifersuchtsszene hin lässt Chen die Laternen im vierten Hof löschen.
Nachdem die roten Laternen schon einige Nächte im dritten Hof gebrannt haben, wandert Songlian in ihrer Einsamkeit auf den Dächern des Hauses. Während sich die Abneigung gegen die schöne Meishan stetig steigert, ruft Zhuoyun sie zu einem Gespräch, schenkt ihr Seide für ein Kleid und sucht durch die Schaffung eines gemeinsamen Feindbildes ihre Freundschaft, welche Songlian gerne annimmt. Meishan lädt sie zum gemeinsamen Mahjong ein, allerdings bemerkt Songlian dabei die Vertrautheit zwischen dieser und dem Arzt des Hauses, was auf eine Affäre hindeutet.
Herbst: Songlian lernt Feipun, Yurus Sohn, kennen, den sie beim Flötenspiel antrifft. Eine Anziehung zwischen den beiden deutet sich an. Durch ihn an die Flöte ihres Vaters – seine einzige Hinterlassenschaft für sie – erinnert, sucht sie diese in ihren Sachen, sie ist aber verschwunden. Sie verdächtigt Yan'er, in deren Kammer sie stürmt und sie durchwühlt. Dabei findet sie zwar nicht ihr Instrument, aber den Raum mit für die Dienerschaft verbotenen roten Laternen geschmückt. Des Weiteren eine Art Voodoopuppe, auf der Songlians Name steht und die mit Nadeln gespickt ist. Da Yan'er nicht schreiben kann, zwingt Songlian sie ihr den Namen der Herrin zu nennen, die ihr beim Anfertigen der Puppe geholfen hat. Zu ihrem Entsetzen handelt es sich dabei um ihre angebliche Freundin, die zweite Schwester Zhuoyun. Als sie sich beim Hausherren über das Verschwinden der Flöte beschwert, gibt dieser zu, diese – in der Annahme, dass sie sie von einem Studienkollegen erhalten habe – aus Eifersucht verbrannt zu haben. Sie reagiert entsetzt und es kommt zu einer neuerlichen Szene, da er auch den ideellen Wert der Flöte für sie nicht begreift. Sie weist ihn daraufhin abermals aus ihrer Kammer.
Zhuoyun, die nicht weiß, dass Songlian von ihren Ränkespielen erfahren hat, bittet sie um einen modernen Haarschnitt, um dem Herrn zu gefallen und ihm einen Sohn zu schenken. Songlian schneidet dieser ins Ohr, was dazu führt, dass die Laternen von nun an im zweiten Hof brennen und Zhuoyun mit Häme vor Songlian frohlocken lässt. Meishan erzählt ihr etwas später über die Zeit, als beide gleichzeitig schwanger waren. Zhuoyun versuchte damals die Rivalin mit einem schwangerschaftsunterbrechenden Mittel zum Abort zu zwingen, was aber fehlschlug. Während Meishan einem gewünschten Sohn das Leben schenkte, bekam die Rivalin eine Tochter. Meishan warnt Songlian zudem vor einem Absinken in die Bedeutungslosigkeit, falls sie als vierte Herrin nicht in absehbarer Zeit einem Sohn das Leben schenken sollte. Songlian täuscht eine Schwangerschaft vor, um die uneingeschränkte Aufmerksamkeit des Hausherrn zu erhalten und damit die Wahrscheinlichkeit einer tatsächlichen Schwangerschaft zu erhöhen.
Winter: Songlian erhält von nun an als Zeichen der Wertschätzung ein rotes Kopfband und darf sich pflegen lassen. Der glückliche Chen lässt die Laternen von nun an ständig im vierten Hof brennen. Eines Tages bemerkt Yan'er in Songlians Unterwäsche Blut und verständigt daraufhin Zhuoyun. Diese bringt den Hausherren dazu, die Schwangerschaft untersuchen zu lassen und die Täuschung wird aufgedeckt. Wütend lässt der Hausherr seine Fürsorglichkeit wieder fallen, wirft ihr den Bruch der Familienregeln vor und lässt als Strafe die Laternen im vierten Hof verhüllen, was einer Verstoßung nahe kommt. Danach reist er ab.
Songlian ahnt, wer sie verraten hat und zeigt den versammelten Herrinnen die verbotenen Laternen der Dienerin Yan'er. Songlian verlangt  die Bestrafung der Dienerin. Yuru verhängt als Vertreterin des abwesenden Hausherrn eine Strafe gemäß Tradition und lässt die Dienerin vor den verbrennenden Laternen bzw. deren Asche knien, bis sie fiebernd zusammenbricht. Der heimkehrende Hausherr lässt sie ins Krankenhaus schaffen und besteht auf guter Medizin, damit er nicht wegen schlechter Behandlung seiner Dienerschaft ins Gerede kommt. Songlian beobachtet die Szene voller Schuldgefühle und erfährt wenig später vom Tod der Dienerin.
Meishan versucht Songlian in ihrer Einsamkeit zu trösten, woraufhin diese andeutet, von der Affäre mit dem Arzt zu wissen. Erschrocken warnt Meishan sie vor einem Verrat und deutet gleichzeitig aber an, den Arzt aufsuchen zu wollen. Es ist Songlians 20. Geburtstag und sie betrinkt sich aufgrund des immer größer werdenden Frustes. Feipun kommt zu ihr, gibt ihr ein Geschenk, welches sie zurückweist, da er es von einer anderen Frau erhalten haben müsse. Sie bezichtigt ihn der Heuchelei und verweist ihn schließlich aus ihren Räumen.
Nachdem die zweite Herrin die Betrunkene ins Bett bringen will, rutscht dieser heraus, dass die dritte Schwester gerade mit dem Arzt zusammen sei. Am nächsten Tag steht die Ausgenüchterte im Hof und wird Zeuge, wie die Dienerschaft und Zhuoyun eine geknebelte und derangierte Meishan unter heftigem Widerstand ins Haus zerren. Die zweite Schwester bedankt sich bei Songlian für den Verrat des Ehebruchs, die nichts mehr von ihren Äußerungen am vorherigen Abend weiß.
Einige Zeit später schreckt Songlian durch Lärm auf dem Dach hoch und sieht wie die männlichen Diener die gefesselte, aber sich wehrende Meishan wegtragen; dahinter geht ein Mann mit einem Seil. Sie beobachtet den Weg der Gruppe bis zur Dachkammer, in der es spuken soll, weil sich dort schon einige erhängt haben sollen. Kurze Zeit später kommen die Männer alleine zurück; sie geht zur Kammer und entdeckt die offensichtlich gehängte Meishan, was sie in Entsetzensschreie ausbrechen lässt. Sie beschuldigt das Haus des Mordes. Der zurückgekehrte Hausherr befragt sie, was sie gesehen habe. Sie wiederholt ständig ihren Vorwurf, sie seien alle Mörder. Ihr Ehemann erklärt wütend, dass sie wahnsinnig sei, denn sie habe angeblich nichts gesehen.
Im verwaisten dritten Hof brennen am Abend alle Laternen und die Schallplatten mit dem Gesang von Meishan erklingen, was die Diener in Panik ausbrechen lässt, weil sie annehmen, die ermordete Herrin sei als Geist wiedergekehrt. Tatsächlich ist es aber Songlian, die aus Trauer die Abdeckung von den verhüllten Laternen entfernt hat und Platten mit dem Gesang von Meishan auflegt.
Im nächsten Sommer: Eine neuerliche Hochzeit wird gefeiert, die fünfte Herrin kommt ins Haus. Die Szenen vom Filmanfang einer Braut, der die Füße massiert werden, wiederholen sich. Als sie die traumatisierte Gestalt in Schuluniform mit aufgelöster Frisur sieht, die zwischen den brennenden Laternen auf- und abgeht, fragt sie nach dieser. Sie bekommt zur Antwort, dass das die frühere vierte Herrin ist, welche wirr im Kopf sei.

## Interpretation
Der Film zeichnet das Bild einer traditionellen konfuzianisch geprägten chinesischen Familie, in der das Familienoberhaupt über seine Hauptfrau, Nebenfrauen, die Kinder sowie die Dienerschaft herrscht.
Dass die kaiserliche Qing-Dynastie ein Ende gefunden hat und die Ära der Republik China angebrochen ist, erkennt man im Film eigentlich nur daran, dass die Protagonistin Songlian eine Studentin ist, die zu Fuß zum Anwesen ihres Mannes gelangt.
Das traditionelle Empfangskomitee, das sie abholen soll, verpasst sie. Neuzeit trifft auf Vergangenheit, als sie schließlich in ihrer Schulkleidung in der weitläufigen Wohnanlage ankommt, die die Außenwelt von der Innenwelt abschirmt.
Die Zustände, auf die Songlian dort trifft, sind von Intrigen und Konkurrenz der Frauen bestimmt.
Das hierarchische konfuzianische Familienmodell, dass eigentlich Ordnung und Harmonie ermöglichen soll, begünstigt im Haushalt der Familie Chen Zwietracht und Konflikte, deren Quelle die wiederkehrende Auswahl der Frau ist, mit der das Familienoberhaupt die Nacht verbringt.
Obwohl Songlian als Studentin wahrscheinlich schon mit Ideen der Emanzipation und Selbstbestimmung in Berührung gekommen sein muss, gelingt es ihr nicht, diese Ideen auch nur ansatzweise zu leben. Vielmehr wird sie augenblicklich in die vorgefundene konfliktreiche soziale Dynamik gezogen.
Aber auch im traditionellen Rollenverständnis einer Nebenfrau scheitert sie. Sie kann ihren Mann nicht dauerhaft an sich binden.
Ungewollt verursacht sie den Tod ihrer Dienerin Yan'er und der zweiten Nebenfrau Meishan und verliert darüber den Verstand.
Sie scheitert sozusagen im Konflikt zwischen Neuzeit und Vergangenheit.
Man kann den Film als eine kritische Betrachtung des konfuzianischen Familienmodells verstehen.
Da im konfuzianischen Verständnis eine harmonische Familie die Grundlage einer harmonischen Gesellschaft ist, kann man den Film auch als eine Kritik an einer konfuzianischen geordneten Gesellschaft, als welche sich die Volksrepublik China selbst sieht, verstehen.
Die hierarchische Ordnung und mangelnde Perspektiven kennzeichnen eine klaustrophobische Lebenssituation, die am Ende Resignation (1. Herrin), Unterwürfigkeit (2. Herrin), Verrat und Tod (3. Herrin) und Wahnsinn (4. Herrin) erzeugen.
Die nur schemenhafte Darstellung des Familienoberhauptes kann als Anonymität der Macht interpretiert werden, das abschirmende Anwesen als Analogie zu anderen geschlossenen Systemen.
Das tägliche Anzünden den Laternen kann man als Gleichnis auf die rituellen Handlung in einer autoritären Gesellschaft verstehen. Es handelt sich hierbei nicht um einen in dem gezeigten Kontext üblichen Brauch, sondern wird als Stilmittel eingesetzt.
Ob diese kritische Sichtweise ausschlaggebend für das zeitweise Verbot des Films war oder die offene Thematisierung der Sexualität im Film oder gar beides, lässt sich nur schwer sagen, da die chinesischen Zensurbehörden individuell sehr verschieden entscheiden können.

## Stil
Der bekannte Regisseur Zhang Yimou erzählt das Drama in strengen, visuell überzeugenden Bildern. Das Anwesen mit seinen Höfen und Dächern wird regelmäßig in ruhigen Einstellungen in Szene gesetzt. Der eigentliche Herr des Hauses erscheint dagegen nur undeutlich auf Distanz oder durch Vorhänge gefilmt. Die Frauen samt der Protagonistin hingegen treiben die Handlung voran und werden facettenreich dargestellt.
Die Aussichtslosigkeit der Frauen auf soziale Kontakte, Freundschaft und Wissenserwerb wird vom Regisseur in der Beschränkung auf die Aufsicht und Innensicht des Anwesens umgesetzt. Der Blick kann nicht mehr über das System hinausgehen als er über die Mauern schweifen kann. Die dezente Farbigkeit des Interieurs unterstreicht die Vorrangigkeit des roten Lichtes – mit allen Implikationen. Gegenstände, die auf ein „Außen“ (z. B. aus der gelebten Vergangenheit der 3. Herrin) verweisen, verweisen im gleichen Maße auch auf das Unerreichbare einer selbstbestimmten Existenz.

## Kritiken
„Ein kleines Meisterwerk, ein präziser, realistischer und in der Grundtendenz bitter melodramatischer Film um das Eheritual im China der 20er Jahre, von Zhang Yimou – einer der Stars der Kinoszene Chinas – brillant inszeniert. In der Hauptrolle glänzt einmal mehr Yimous damalige Lebenspartnerin Gong Li, die zuvor schon in Rotes Kornfeld gespielt hatte.“

„Ein düsteres, in faszinierenden Bildern von konzentrierter Strenge entwickeltes Drama. In Blicken und Gesten eingefangene Signale der Leidenschaft, sinnlichen Stärke und individuellen Würde werden zu bewegenden Hoffnungsträgern für ein mögliches Leben jenseits von Unfreiheit und Unterdrückung.“

„Die Affektdarstellung ist verhalten, die Farben, Kostüme und Requisiten sind betont dekorativ. Dabei folgt die Filmmontage besonders in den Szenen des gemeinsamen Essens der Konkubinen, der flüssigen Kontinuität einer westlichen Bilderordnung.“

## Auszeichnungen
- Silberner Löwe, Filmfestival Venedig
- Oscarnominierung 1992 in der Kategorie Bester fremdsprachiger Film